# Concordia sulla Secchia
Concordia sulla Secchia is een gemeente in de Italiaanse provincie Modena (regio Emilia-Romagna) en telt 8813 inwoners (31 december 2004). De oppervlakte bedraagt 41,2 km², de bevolkingsdichtheid is 200 inwoners per km². In 1510 vernietigden de troepen van paus Julius II de stad; het kostte 10 jaar om de stad herop te bouwen.
De volgende frazioni maken deel uit van de gemeente: Fossa, Vallalta, san Giovanni, santa Caterina.

## Demografie
Concordia sulla Secchia telt ongeveer 3356 huishoudens. Het aantal inwoners steeg in de periode 1991-2001 met 1,2% volgens cijfers uit de tienjaarlijkse volkstellingen van ISTAT.
| Jaar | Inwoneraantal |
| ---- | ------------- |
| 1991 | 8242          |
| 2001 | 8337          |

## Geografie
Concordia sulla Secchia grenst aan de volgende gemeenten: Mirandola, Moglia (MN), Novi di Modena, Quistello (MN), San Giacomo delle Segnate (MN), San Giovanni del Dosso (MN), San Possidonio.